# Torn de control numèric

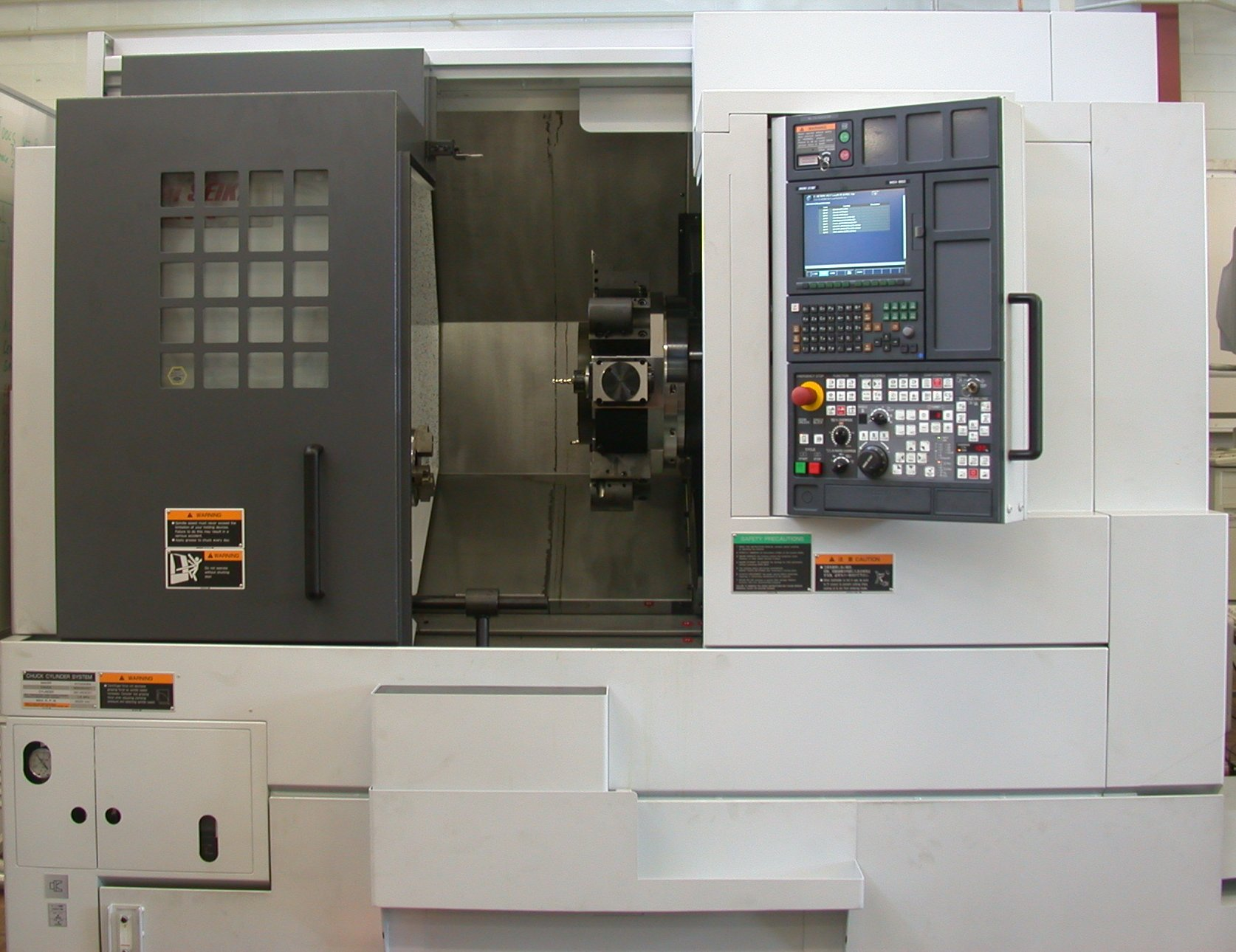
Torn de control numèric CNC.

El torn de control numèric, també coneguts com a torn CNC és un tipus de màquina eina de la família dels torns que actua guiat per una computadora que executa programes controlats per mitjà de dades alfa-numèrics, tenint en compte els eixos cartesians X,Y,Z. Es caracteritza per ser una màquina eina molt eficaç per mecanitzar peces de revolució. Ofereix una gran capacitat de producció i precisió en el mecanització per la seva estructura funcional i perquè els valors tecnològics de la mecanització estan guiats per l'ordinador que porta incorporat, el qual processa les ordres d'execució contingudes en un programari que prèviament ha confeccionat un programador coneixedor de la tecnologia de mecanització en torn.
En un sentit ampli es pot dir que un torn CNC, pot fer tots els treballs que normalment es realitzen mitjançant diferents tipus de torn com paral·lels, copiadors, revòlver, automàtics i fins i tot els verticals poden actuar amb control numèric. La seva rendibilitat depèn del tipus de peça que es mecanitzi i de la quantitat de peces que s'hagin de mecanitzar en una sèrie. Per la qual cosa és aconsellable dur a terme un estudi econòmic previ abans de decidir el tipus de torn on s'ha de mecanitzar una peça.

## Història
El control numèric es va inventar per adaptar les variacions en la configuració dels productes. El torn és un dels exemples més importants d'automatització en la fabricació de components metàl·lics. El control numèric (CN) és una forma d'automatització programable en la qual l'equip de processament es controla a través de nombres, lletres i altres símbols. Quan la tasca en qüestió canvia, es canvia el programa d'instruccions.
El primer desenvolupament en l'àrea del control numèric el va realitzar l'inventor nord-americà John T. Parsons (Detroit 1913-2007), junt amb el seu empleat Frank L. Stulen, en la dècada de 1940. L'aplicació del control numèric inclou gran varietat de processos. Es divideixen les aplicacions en dues categories:
- Aplicacions amb màquina eina, tals com el trepat, laminat, tornejat, etc.
- Aplicacions sense màquina eina, tals com a l'acoblament, traçat i inspecció.

El principi d'operació comuna de totes les aplicacions del control numèric és el control de la posició relativa d'una eina o element de processament respecte a l'objecte a processar.
La posada en marxa del control numèric va estar caracteritzada per un desenvolupament anàrquic dels codis de programació. Cada constructor feia servir el seu particular.
Aviat es va veure la necessitat de normalitzar els codis de programació com a condició indispensable perquè un mateix programa pogués servir per a diverses màquines sempre que fossin del mateix tipus.
Els caràcters més usats que es van establir estan regits sota la norma Din 66024 i 66025 són, entre d'altres, els següents:
N que correspon al nombre de bloc o a seqüència. Aquesta lletra va seguida d'un nombre que correspon a cada bloc diferent que és necessari programar. El nombre màxim de blocs que poden programar-se actualment és de 9999.
X, Y
, Z són les que s'utilitzen per assenyalar les cotes corresponents als eixos de coordenades X, Y, Z de la màquina eina. En els torns sol s'utilitzen les coordenades X i Z. Les esmentades cotes es poden programar en forma absoluta o relativa, és a dir, respecte al zero peça o respecte a l'última cota respectivament.
G és la direcció corresponent a les funcions preparatòries. S'utilitzen per informar al control de les característiques de les funcions de mecanització. La funció G va seguida d'un nombre de dues xifres que permet programar fins a 100 funcions preparatòries diferents.
M correspon a nominació de funcions auxiliars, tals com a parada de la màquina, activació de la refrigeració, etc.
Des dels orígens del control numèric tots els esforços s'han encaminat a incrementar la productivitat, precisió, rapidesa i flexibilitat de les màquines-eina. El seu ús ha permès la mecanització de peces molt complexes, especialment en la indústria aeronàutica, que difícilment no s'haguessin pogut fabricar de forma manual.

## Funcionament
En el seu funcionament els torns CNC tenen tres eixos de referència, anomenats X,Z,Y:
- L'eix Z és el que correspon al desplaçament longitudinal de l'eina en les operacions de cilindrat
- L'eix X és el que fa el moviment transversal de l'eina i correspon a les operacions de refrentado, sent perpendicular a l'eix principal de la màquina.
- Aquests són els dos eixos principals, però amb els CNC d'última tecnologia comença a tenir molta més importància l'Eix Y: eix que comanda l'altura de les eines del Cnc.

Aquests eixos tenen incorporada la funció d'interpolació, és a dir que puden desplaçar-se de forma simultània, podent aconseguir mecanitzacions còniques i esfèriques d'acord amb la geometria que tinguin les peces.
Les eines van subjectes en un capçal en forma de tambor on poden anar allotjades de sis a vint portaeines diferents que van rotant d'acord amb el programa de mecanització. Aquest sistema fa fàcil la mecanització integral de peces complexes.
La velocitat de gir de capçal portapeces, l'avanç dels carros longitudinal i transversal i les cotes d'execució de la peça estan programats, i, per tant, exempts d'errors humans imputables a l'operari de la màquina.
Donada la robustesa de les màquines, permeten treballar a velocitats de tall i avanç molt superiors als torns convencionals i, per tant, requereixen una gran qualitat de les eines que utilitzen. Aquestes solen ser de metall dur o de ceràmica.

## Arquitectura general d'un torn CNC
Les característiques pròpies dels torns Cnc respecte d'un torn normal universal són les següents:

### Motor i capçal principal
Aquest motor limita la potència real de la màquina i és el que provoca el moviment giratori de les peces, normalment els torns actuals CNC equipen un motor de corrent continu, que actua directament sobre el fusell amb una transmissió per politges interposada entre la ubicació del motor i la claveguera, sent innecessari cap mena de transmissió per engranatges.
Aquests motors de corrent continu proporcionen una varietat de velocitats de gir gairebé infinita des de zero a un màxim determinat per les característiques del motor, que és programable amb el programa d'execució de cada peça. Molts motors incorporen dues gammes de velocitats un per a velocitats lentes i un altre per a velocitats ràpides, a fi d'obtenir els parells d'esforç més favorables. El fusell porta en el seu extrem l'adaptació per als corresponents plats de grapes i un buit per poder treballar amb barra.
Les característiques del motor i fusell principal d'un torn CNC poden ser les següents:
- Diàmetre forat fusell principal: 100 mm
- Nas fusell principal: Din 55027 Núm. 8 / Camclock Nº 8
- Con Morse Núm. 2
- Gamma de velocitats: 2
- Velocitat variable del fusell: I: 0-564 rpm Ii: 564-2000 rpm
- Potència motor: 15 kw

### Bancada i carros desplaçables

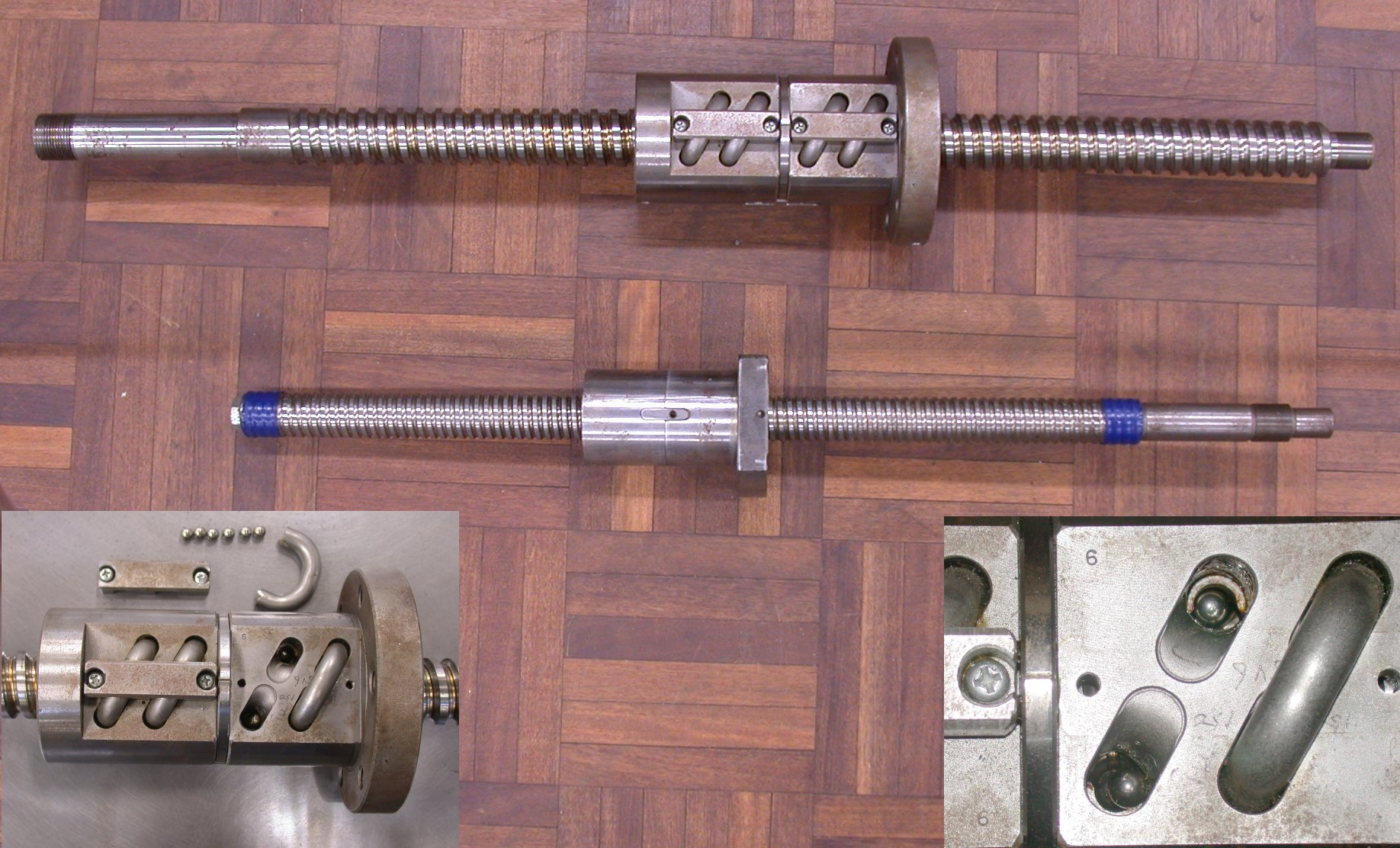
fusell de boles amb rosca arrodonida rectificada.

- Per poder facilitar el desplaçament ràpid dels carros longitudinal i transversal, les guies sobre les que llisquen són temperades i rectificades amb una duresa de l'ordre de 450 HB. Aquestes guies tenen un sistema automatitzat de greixatge permanent.
- Els fusells dels carros són de boles temperades i rectificades assegurant una gran precisió en els desplaçaments, aquests fusells funcionen pel principi de recirculació de boles, mitjançant el qual un cargol sense fi té un acoblament als respectius carros. Quan el vis sens fi gira el carro es desplaça longitudinalment a través de les guies de la bancada. Aquests cargols manquen de joc quan canvien de sentit de gir i amb prou feines ofereixen resistència. Per evitar els danys d'una col·lisió del carro amb algun obstacle incorporen un embragatge que desacobla el conjunt i deté la força d'avanç.[5]
- Cada carro té un motor independent que poden ser servomotors o motors encoder que es caracteritzen per donar alta potència i alt parell a baixes revolucions. Aquests motors funcionen com un motor convencional de Motor de corrent altern, però amb un encoder connectat al mateix. L'encoder controla les revolucions exactes que dona el motor i frena en el punt exacte que marqui la posició programada de l'eina.

D'altra banda l'estructura de la bancada determina les dimensions màximes de les peces que es puguin mecanitzar. Exemple de les especificacions de la bancada d'un torn CNC:
- Altura entre punts: 375 mm
- Diàmetre admès sobre bancada: 760 mm
- Diàmetre sobre carro longitudinal 675
- Diàmetre admès sobre carro transversal. 470 mm
- Avanç de treball eixos Z, X. 0–10000 mm/min
- Desplaçaments ràpids eixos Z, X 15/10 m/min
- Força empenta longitudinal 9050 N
- Força empenta transversal 9050 N

### Ajust posicionament de carros
Malgrat la qualitat dels elements que intervenen en la mobilitat dels carros longitudinal i transversal no hi ha garantia total de poder aconseguir la posició de les eines en la cota programada.
Per corregir els possibles errors de posicionament hi ha dos sistemes electrònics un d'ells directe i altre indirecte. El sistema d'ajust de posicionament directe utilitza una regla de mesura situada en cada una de les guies de les bancades, on actua un lector òptic que mesura exactament la posició del carro, transferint a l'UCP (Unitat Central de Procés) les desviacions que existeixen on automàticament es reprograma fins a aconseguir la posició correcta.

### Portaeines

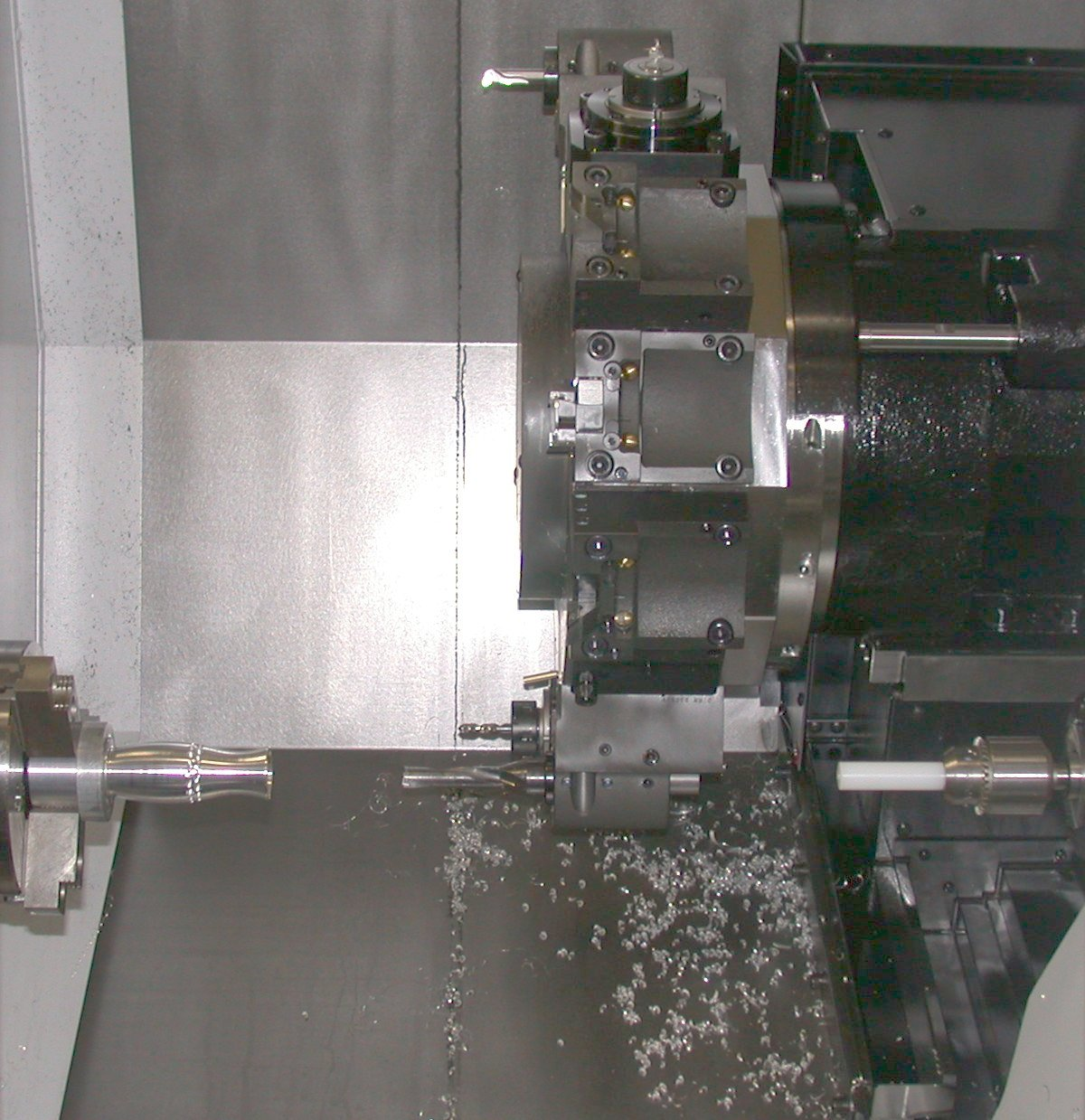
Detall del capçal portaeines.

El torn CNC utilitza un tambor com portaeines on poden anar ubicats de sis a vint eines diferents, segons sigui la mida del torn, o de la seva complexitat. El canvi d'eina es controla mitjançant el programa de mecanització, i en cada canvi, els carros retrocedeixen a una posició on es produeix el gir i la selecció de l'eina adequada per prosseguir el cicle de mecanització. Quan acaba la mecanització de la peça els carros retrocedeixen a la posició inicial de retirada de la zona de treball perquè sigui possible realitzar el canvi de peces sense problemes. El tambor portaeines, conegut com a revòlver, porta incorporat un servomotor que ho fa girar, i un sistema hidràulic o pneumàtic que fa l'enclavament del regirar, donant així una precisió, que normalment està entre 0.5 i 1 micra de mil·límetre. Les eines han de ser ajustades a unes coordenades adequades en un accessori extern als torns d'acord amb les cotes que indiqui el programa. En la majoria dels casos es treballa amb plaquetes intercanviables de metall dur, amb el qual, quan es necessita reposar la plaqueta, no fa falta desmuntar el portaeines del seu allotjament.

### Accessoris i perifèrics
Es coneixen com a accessoris d'una màquina aquells equipaments que formant part de la mateixa són adquirits a un proveïdor extern, perquè són d'aplicació universal per a aquest tipus de màquina. Per exemple la bateria elèctrica d'un automòbil és un accessori d'aquest.
Totes les màquines que tenen incorporat el seu funcionament CNC, necessiten una sèrie d'accessoris que en el cas d'un torn es concreten en els següents:
- UCP (Unitat de Control de Procés)
- Gràfics dinàmics de sòlids i de trajectòria
- Editor de perfils
- Perifèrics d'entrada
- Perifèrics de sortida

### Unitat unitat central de processament
L'UCP o la unitat central de processament és el cervell de càlcul de la màquina, gràcies al microprocessador que incorpora. La potència de càlcul de la màquina la determina el microprocessador instal·lat. A cada màquina se li pot instal·lar qualsevol de les UCP que hi ha al mercat, per exemple: Fagor, Fanuc, Siemens, etc. El normal és que el client elegeix les característiques de la màquina que desitja i després elegeix l'UCP que més li convingui per prestacions, preu, servei, etc.
Les funcions principals encomanades a l'UCP és desenvolupar les ordres de comandament i control que ha de tenir la màquina d'acord amb el programa de mecanització que el programador hagi establert, com per exemple calcular la posició exacta que han de tenir les eines a tot el procés de treball, mitjançant el control del desplaçament dels corresponents carros longitudinal i transversal. També ha de controlar els factors tecnològics de la mecanització, és a dir les revolucions del fusell i els avanços de treball i de desplaçament ràpid així com el canvi d'eina.
D'altra banda l'UCP, integra les diferents memòries del sistema, que poden ser EPROM, ROM, RAM i TAMPON, que serveixen per emmagatzemar els programes i actuar com un disc dur de qualsevol ordinador.
Com a perifèric d'entrada el més significatiu i important és el teclat que està instal·lat al plafó de comandaments de la màquina, des d'on es poden introduir correccions i modificacions al programa inicial, fins i tot elaborar un programa individual de mecanització. Hi ha molts tipus de perifèrics d'entrada amb complexitat major o menor, la qual cosa si han d'estar construïts és a prova d'ambients agressius com els que hi ha als tallers.
Com a perifèric de sortida més important hi ha el monitor que és per on ens anem informant del procés d'execució de la mecanització i podem veure tots els valors de cada seqüència. També es pot controlar el desplaçament manual dels carros i altres elements mòbils de la màquina.

## Treballs previs per elaborar un programa de mecanització

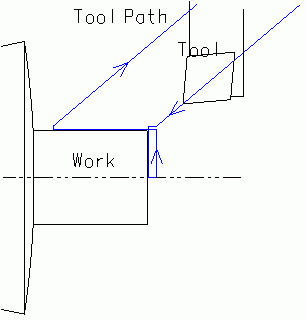
Cicle bàsic de mecanització.

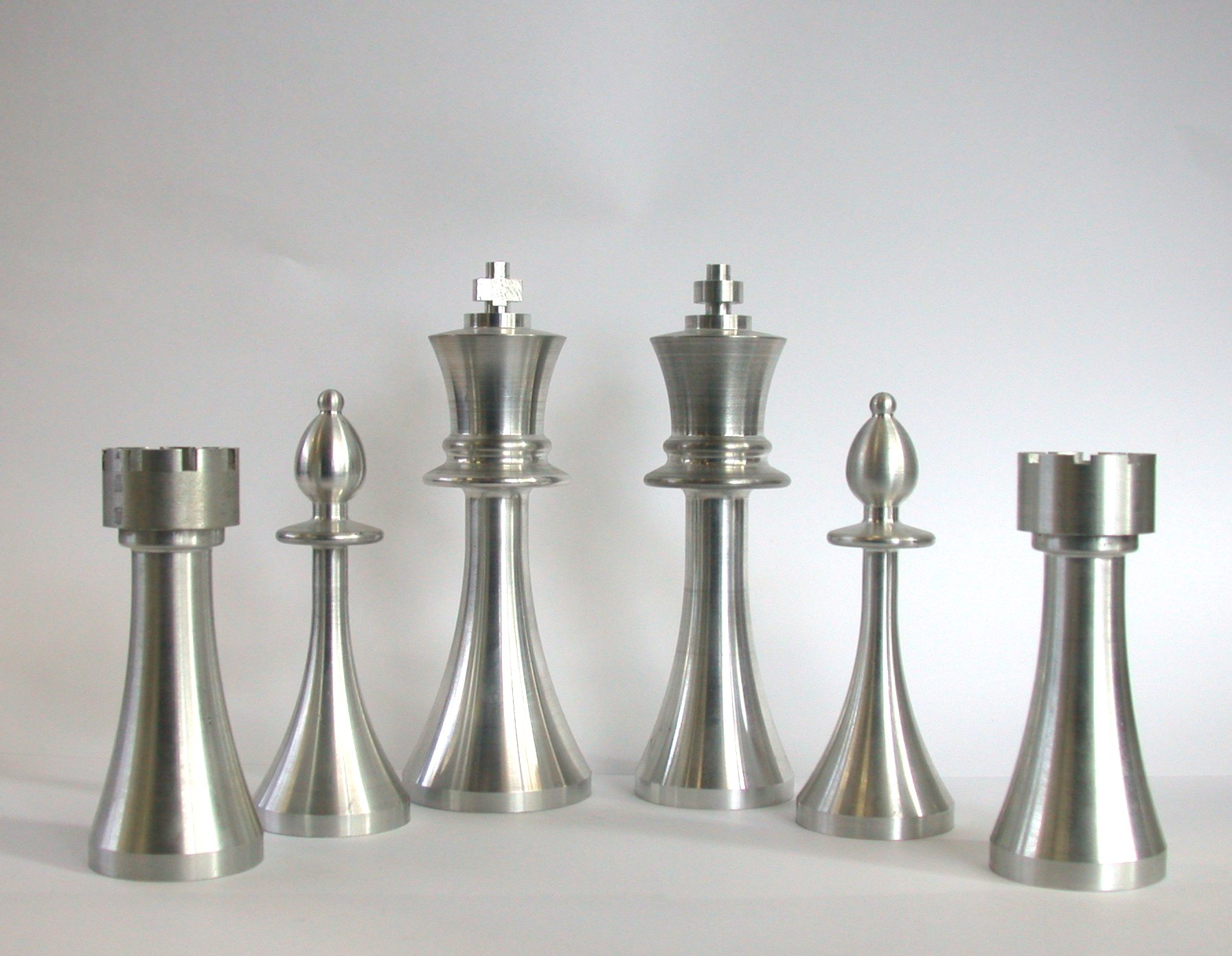
Peces d'escacs mecanitzades en un torn Cnc.

Abans de començar a confeccionar un programa de mecanització s'ha de conèixer bé la mecanització que es realitzarà en el torn i les dimensions i característiques del material de partida, així com la quantitat de peces que hi ha que componen la sèrie que cal mecanitzar. Amb aquests coneixements previs, s'estableix el sistema de fixació de la peça en el torn, les condicions tecnològiques de la mecanització quant a velocitat de tall, avanç i nombre de passades.
Igualment s'estableixen els paràmetres geomètrics de la mecanització assenyalant les cotes d'arribada i partida de les eines, així mateix se selecciona les eines que s'utilitzaran i les seves qualitats.
Velocitat de gir del capçal. Aquesta dada està en funció de les característiques del material, del grau de mecanització que es desitgi i del tipus d'eina que s'utilitzi. El programa permet adaptar cada moment la velocitat de gir a la velocitat més convenient. Es representa per la lletra (S) i pot expressar-se com a velocitat de tall o revolucions per minut del capçal.
Avanç de treball. Hi ha dos tipus d'avanç per als carros, un d'ells molt ràpid, que és l'avanç d'aproximació o retrocés al punt de partida, i un altre que és l'avanç de treball. Aquest també està en funció del tipus de material, qualitat de mecanització i grau d'acabat superficial. El programa permet adaptar cada moment l'avanç que sigui més convenient. Es representa per la lletra (F) i pot expressar-se en mil·límetres per revolució o mil·límetres d'avanç per minut.
Un altre factor important a determinar és que tot programa ha d'indicar el lloc de posició que s'ha elegit per referenciar la peça que es diu "peça zero". A partir del zero peça s'estableix tota la geometria del programa de mecanització.
El control numèric és una màquina eina que ens ajuda en la mecanització de peces en mentalmecanica.

## Estructura d'un programa de tornejat
L'estructura d'un programa de tornejat està conformada per una sèrie de seqüències i funcions on es van programant les tasques que ha de realitzar la màquina d'acord amb els paràmetres de la peça i les condicions tecnològiques de la seva mecanització. Existeixen diversos fabricants d'ordinadors per a torns. En aquest article per exemplificar un tipus de programació pren referència el model 8050 que fabrica l'empresa espanyola Fagor.

### Punts de referència
Tots els torns de control numèric estan dotats de tres punts de referència que cal tenir en compte a l'hora d'iniciar un programa. Aquests punts són coneguts com a zero màquina, zero peça i punt de referència.
El zero màquina és el punt sobre el qual se situa el sistema de coordenades inicial de les màquines, aquest origen ve donat pel fabricant. Normalment se situa en la cara frontal del plat de grapes i sobre l'eix X-0.
Es coneix com a zero peça el sistema de referència que el programador adopta per raons pràctiques, tenint en compte la geometria i acotació de la peça a mecanitzar, per facilitar la programació CNC. El zero peça es programa com la primera funció a realitzar en cada model de peça nova que es mecanitza. Aquest punt usualment té com coordenades X-O i el valor de Z és la distància que hi ha del zero màquina a la cota elegida del pla de la peça com zero peça que és el que el programador consideri oportú.
Punt de referència és aquell on es realitza la sincronització del sistema de referència de la màquina. Aquest punt és cap a on es dirigeix el carro portaeines quan canvia d'eina o quan s'acaba la mecanització de la peça. Aquest punt està prefixat pel fabricant de la màquina-

### Número de seqüència N
Es denomina seqüència al conjunt d'ordres no contradictòries que es poden donar d'una sola vegada a la màquina. S'identifiquen per la lletra N, i en un torn normal es poden donar fins a 9999 ordres successives. Si el programa no és gaire llarg es poden numerar de 10 en 10, per si cal introduir alguna ordre complementària no prevista, així tindrem N10, N20, N30, etc. o podríem tenir, N10, N11, N20, etc.

### Funcions preparatòries G
Sota la lletra G acompanyada d'una xifra s'agrupen una gran varietat de funcions que permeten al torn realitzar les tasques adequades i necessàries per al seu treball.
Hi ha quatre tipus bàsics de funcions preparatòries:
- Funcions de mobilitat
- Funcions tecnològiques
- Funcions de conversió
- Funcions de mecanització especials

Funcions de mobilitat Les funcions de mobilitat més importants són les següents:
G00. Desplaçament ràpid. Indica el desplaçament més ràpid possible del carro portaeines, des del punt de referència al punt on inicia el treball cada eina. Actua a l'inici del programa, cada vegada que es produeix un canvi d'eina, i al final del programa en el retorn al punt de referència.
G01. Interpolació lineal. Indica que l'eina s'està desplaçant a l'avanç de treball programat, permetent les operacions clàssiques de cilindrat i refrentat així com la mecanització de cons.

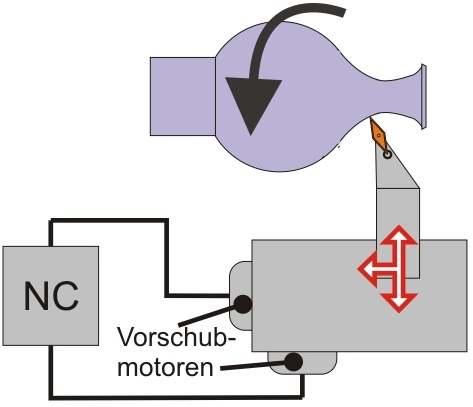
Mecanització amb interpolació circular.

G02 Interpolació circular a dretes S'utilitza quan cal mecanitzar zones esfèriques o radials.
G03. Interpolació circular a esquerres. S'utilitza quan cal mecanitzar zones esfèriques buides, o radis a esquerres.
Hi ha altres funcions de mobilitat G, menys importants i que són en funció de l'equip que s'instal·li a la màquina.
Funcions tecnològiques Les funcions tecnològiques són les que es refereixen a la forma de programar la velocitat del capçal i l'avenç de treball. La velocitat de rotació del capçal es pot programar a les revolucions per minut que es desitgi, per al qual s'anteposarà la funció G97, o es pot programar perquè giri a una velocitat de tall constant en m/min En tal cas s'indica amb la funció G96. Igual succeeix amb l'avanç de treball, si es desitja programar l'avanç en mm/revolució, s'anteposa la funció G95 i si es desitja treballar en mm/min s'anteposa la funció G94.
Funcions de conversió La funció més important d'aquest grup és la que correspon al trasllat d'origen per situar el zero peça que es realitza mitjançant la funció G59. també existeixen funcions si les cotes estan en polzades o en mil·límetres. Si bé ja té preestablerta la que s'usarà normalment. Un altre cas de conversió és si es programa amb cotes absolutes o cotes incrementals.
Funcions de mecanitzacions especials. La més popular d'aquestes funcions és la que correspon a un cicle de roscat representada per la funció G33. Altres funcions d'aquest tipus són les de refrentats, trepats, roscat amb mascle, mandrinat, etc.
Funcions modals. En els programes de CNC, hi ha funcions que, una vegada programades, romanen actives fins que es programa una funció contrària, o el programa s'acaba. Aquestes funcions són les anomenades funcions modals. En un bloc es poden programar tantes funcions com es desitgi, sempre que no siguin incompatibles entre elles. Per exemple no es poden programar en un bloc les funcions G00 i G01.

### Programació de cotes X-Z
S'entén per programació de cotes la concreció en el programa dels recorreguts que han de realitzar les eines per conformar el perfil de la peça d'acord amb el pla d'aquesta. La programació es pot fer mitjançant coordenades X i Z o coordenades polars. També mitjançant la funció G adequada es poden programar les cotes tant en mil·límetres com en polzades. Per a fer una programació correcta de les cotes cal conèixer bé els excedents de material que cal llevar per determinar el nombre de passades que cal realitzar així com la rugositat superficial que han de tenir els acabats mecanitzaciós, així com la forma de subjectar la peça a la màquina i la rigidesa que tingui....

### Programació de l'eina T-D
Els torns de control numèric tenen un tambor frontal on poden anar allotjades un nombre variable d'eines generalment de 6 a 20 eines diferents. Les eines es programen amb una lletra T seguida del nombre que ocupa al tambor, per exemple T2, la lletra T, és la inicial d'aquesta paraula en anglès (tool). Com cada eina té una longitud diferent i un radi a la punta de cort també diferent és necessari introduir en el programa els valors correctors de cada eina, perquè el programa pugui desenvolupar-se amb normalitat.
A banda de la longitud de l'eina hi ha unes funcions G per introduir una correcció d'acord amb el valor que tingui el radi de l'eina a la punta de tall. La compensació del radi de l'eina té una gran importància en la mecanització, especialment en peces que continguin perfils irregulars. Les plaques d'eines de torn tenen sempre puntes arrodonides, d'aquesta forma són més rígides. Quant de menor és el radi de la punta major tendència presenta a estellar-se.

### Factors tecnològics F-S
Els factors tecnològics que cal tenir a l'hora d'elaborar un programa són els següents:
- Material de la peça a mecanitzar.
- Tolerància de cotes i qualitat superficial de la mecanització.
- Estructura de la peça a mecanitzar.

Aquests factors són els que determinaran entre altres coses els següents elements.
- Velocitat de tall la velocitat de tall es programa mitjançant la lletra S, inicial de la paraula anglesa (speed) que significa velocitat, i una xifra que pot referir-se a un valor constant de velocitat de tall que volem mantenir en tota la mecanització o a una xifra que correspon a les revolucions per minut del capçal d'acord amb la velocitat de tall que es funcioni i el diàmetre de la peça que s'estigui tornejant. L'elecció d'un sistema de programa o un altre es realitza mitjançant la funció G que correspongui.
- Profunditat de passada aquest concepte ve determinat per la quantitat d'encenall que s'hagi d'arrencar i del grau superficial que s'hagi d'obtenir i de la tolerància de mecanització del pla.
- Avanç de treball L'avanç de treball de l'eina es representa per la lletra F inicial de la paraula anglesa (Feed) que significa avanç, seguida d'una xifra que pot referir-se a l'avanç de l'eina expressat en mm/revolució o en mm/min En el tornejat el més comú és programar l'avenç expressat en mm/revolució L'elecció d'un sistema de programa o un altre es realitza amb la funció G que correspongui.
- Refrigerant en moltes mecanitzacions és necessari refrigerar la zona on està actuant l'eina, aquesta funció es programa mitjançant una funció auxiliar M.
- Fixació de la peça al capçal a les màquines de control numèric és molt important assegurar-se que la fixació de la peça sigui prou rígida com per poder suportar les tensions de la mecanització, així mateix s'ha de preveure un sistema ràpid i segur d'ancoratge de la peça per eliminar temps morts inactius de la màquina.

### Funcions auxiliars M
Es denominen funcions auxiliars les que s'utilitzen per definir el funcionament de la màquina, com el sentit de gir, parada del capçal, activar o desactivar el refrigerant, tancament i obertura de portes, fi de programa, etc.
Les funcions auxiliars es poden classificar en 3 grups:
- Relacionades amb el programa CNC.
- Relacionades amb el gir del capçal.
- Relacionades amb el funcionament de la màquina.

Les principals funcions relacionades amb el programa són:
- M00 , significa ordre d'aturada de l'execució d'un programa. S'usa per aturar la màquina quan cal realitzar una mesura de la peça o en operacions conflictives, que exigeixin un control manual del procés.
- M01  significa parada condicional del programa, de manera que té un significat semblant a M00.
- M02  significa final del programa.
- M30  és la que es fa servir normalment per acabar un programa CNC.

Les funcions relacionades amb el gir del capçal són les següents:
- M03  indica que el gir del capçal serà en sentit horari.
- M04  indica que el gir del capçal serà en sentit anti-horari.
- M05  significa parada del gir del capçal.

Aquestes tres funcions són incompatibles entre si. Cada equip de CNC poden utilitzar altres números per a aquestes funcions.
Les funcions relacionades amb el funcionament de la màquina són:
- M08  Activació del refrigerant.
- M09  Desactivació del refrigerant

## Avantatges i desavantatges dels torns CNC
Avantatges:
- Permeten obtenir més precisió en el mecanització
- Permeten mecanitzar peces més complexes
- Es pot canviar fàcilment de mecanitzar una peça a una altra
- Es redueixen els errors dels operaris
- Cada vegada són més barats els torns CNC

Com desavantatges es poden indicar les següents:
- Necessitat de realitzar un programa previ al mecanització de la primera peça.
- Cost elevat d'eines i accessoris
- Conveniència de tenir una gran ocupació per a la màquina a causa del seu alt cost.[17]

## Elecció de les eines

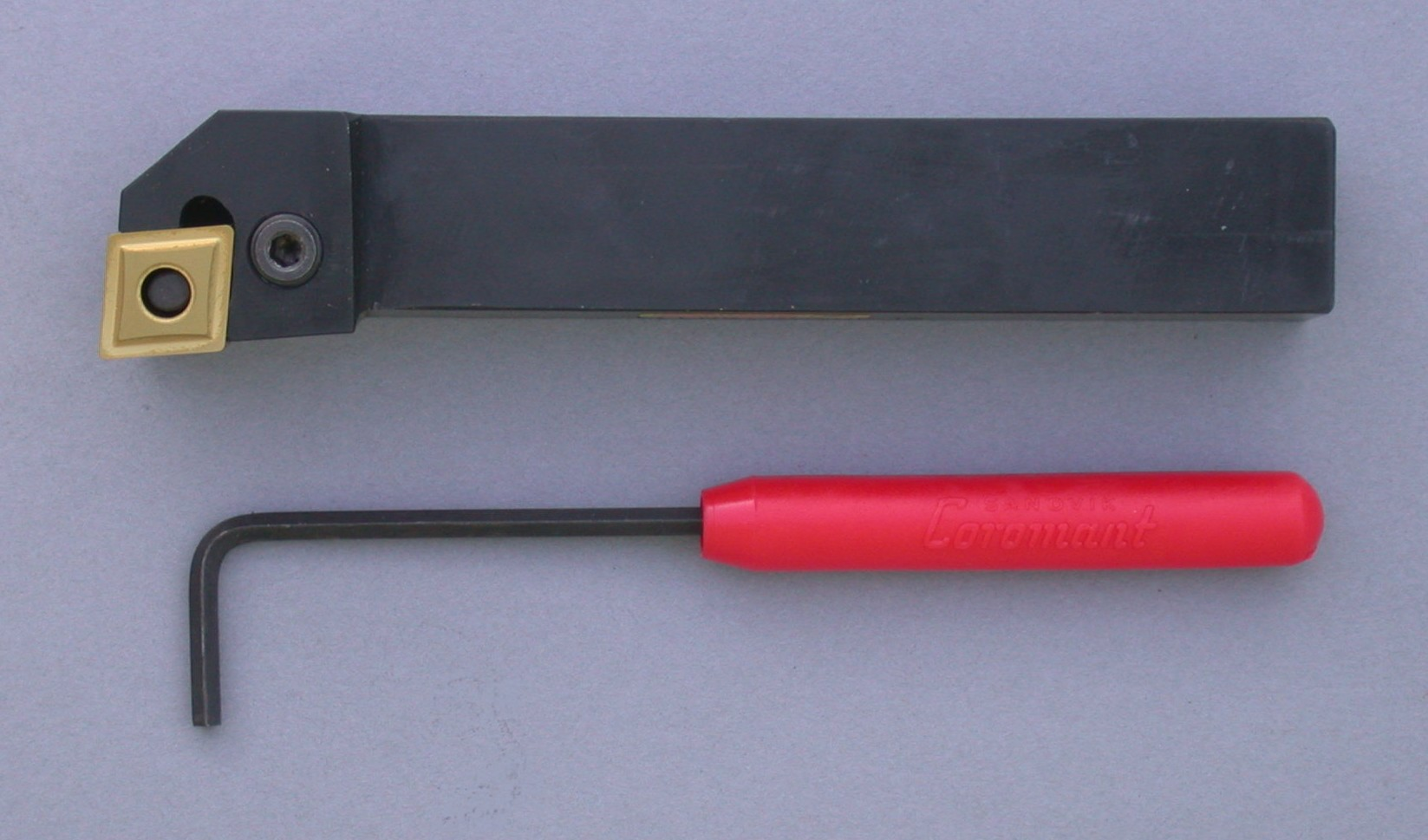
Eina de tornejament exterior.

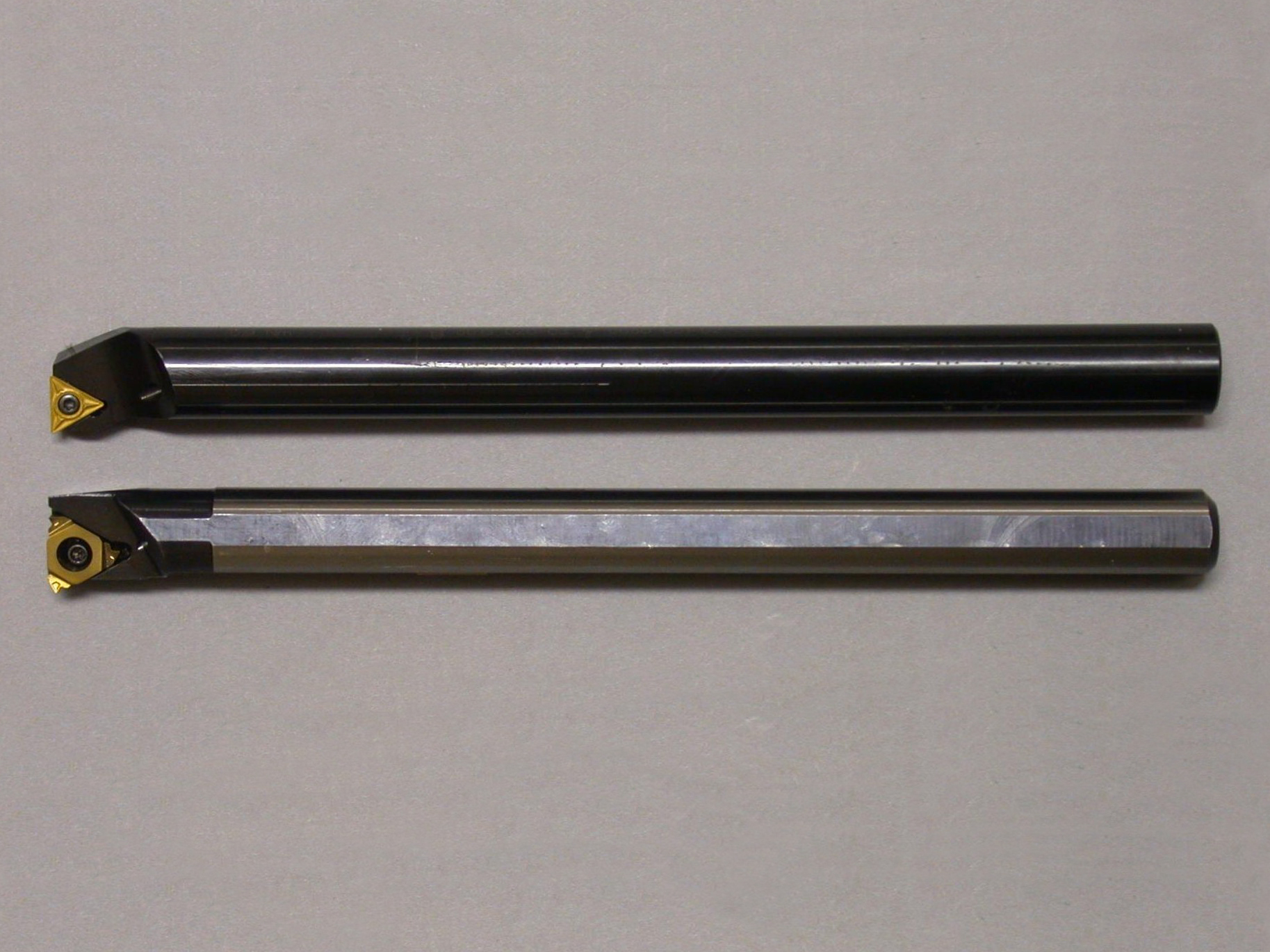
Herramienas de tornejament interior.

En els torns CNC, a causa de l'alt cost que té el temps de mecanització, és de vital importància fer una selecció adequada de les eines que permeti realitzar els mecanitzaciós en el menor temps possible i en condicions de precisió i qualitat requerits.
Factors de selecció per a operacions de tornejament
- Disseny i característiques de la peça . Mida, toleràncies del tornejament, tendència a vibracions, sistemes de subjecció, acabat superficial, etc.
- Operacions de tornejament a realitzar : Cilindres exteriors o interiors, recapçament, ranurats, desbast, acabats, optimització per realitzar diverses operacions de forma simultània, etc.
- Condicions de mecanització : Corts intermitent, volada de la peça, forma i estat de la peça, estat, potència i accionament de la màquina, etc.
- Tipus de torn : Possibilitat d'automatitzar el mecanització, poder realitzar diverses operacions de forma simultània, sèrie de peces a mecanitzar, qualitat i quantitat del refrigerant, etc.
- Material de la peça : Duresa, estat, resistència, maquinabilitat, barra, fosa, forja, mecanització en sec o amb refrigerant, etc.
- Eines disponibles : Qualitat de les eines, sistema de subjecció de l'eina, accés al distribuïdor d'eines, servei tècnic d'eines, assessorament tècnic.
- Aspectes econòmics de la mecanització : Optimització del mecanització, durada de l'eina, preu de l'eina, preu del temps de mecanització

Aspectes especials de les eines per mandrinar:
S'ha de seleccionar el major diàmetre de la barra possible i assegurar-se una bona evacuació de la ferritja. Seleccionar el menor volada possible de la barra. Seleccionar eines de la major tenacitat possible.

## Formació d'encenall
El tornejament ha evolucionat tant que ja no es tracta només d'arrencar material a gran velocitat, sinó que els paràmetres que componen el procés han d'estar estretament controlats per assegurar els resultats finals d'economia qualitat i precisió.
La forma de tractar l'encenall es converteix en un procés complex, on intervenen tots els components tecnològics de la mecanització, perquè pugui tenir la mida i la forma que no pertorbi el procés de treball. Si no fos així s'acumularien ràpidament masses d'encenalls llargues i fibroses en l'àrea de mecanització que formarien madeixes embullades i incontrolables.
La forma que pren l'encenall es deu principalment al material que s'està tallant i pot ser de material dúctil i també trencadís i fràgil.
L'avanç amb què es treballi i la profunditat de passada, són bastant responsables de la forma d'encenall, i quan no es pot controlar amb aquestes variables cal recórrer a triar l'eina que porti incorporat un trencaencenalls eficaç.

## mecanització en sec i amb refrigerant
Avui en dia el tornejament en sec és completament viable i s'empra en nombroses aplicacions. Hi ha una tendència recent a efectuar els mecanitzaciós en sec sempre que la qualitat de l'eina ho permeti.
Una zona de temperatura de tall més elevada pot ser en molts casos, un factor positiu.
No obstant això el mecanització en sec no és adequat per a totes les aplicacions, especialment per trepats, roscats i mandrinats per garantir l'evacuació dels encenalls.
Cal avaluar amb cura operacions, materials, peces, exigències de qualitat i maquinària per identificar els beneficis d'eliminar l'aportació de refrigerant.

## Fonaments tecnològics del tornejament
Al tornejament hi ha 6 paràmetres clau:
1. Velocitat de tall. {\displaystyle ~(V_{c})} Es defineix com la velocitat lineal a la perifèria de la zona que s'està mecanitzant. La seva elecció ve determinada pel material de l'eina, el tipus de material de la peça i les característiques de la màquina. Una velocitat alta de tall permet realitzar el mecanització en menys temps però accelera el desgast de l'eina. La velocitat de tall s'expressa en metres/minut
2. Velocitat de rotació de la peça, {\displaystyle ~(N)} normalment expressada en revolucions per minut. Es calcula a partir de la velocitat de tall i del diàmetre major de la passada que s'està mecanitzant.
3. Avanç  {\displaystyle ~(F)}, definit com la velocitat de penetració de l'eina en el material. Es pot expressar de dues maneres: bé com mil·límetres de penetració per revolució de la peça, o bé com mil·límetres de penetració per minut de treball.
4. Profunditat de passada: És la distància radial que abasta una eina en la seva fase de treball. Depèn de les característiques de la peça i de la potència del torn.
5. Potència de la màquina: Està expressada en kW, i és la que limita les condicions generals de mecanització, quan no està limitat per altres factors.
6. Temps de tornejament {\displaystyle ~(T)}. És el temps que triga l'eina a efectuar una passada.

Aquests paràmetres estan relacionats per les fórmules següents:
{\displaystyle V_{c}\ \mathrm {(m/minut)} \ =\ {\frac {N\ \mathrm {(rpm)} \ \times \ 3,14\ \times \ \mathrm {Di{\grave {a}}metre\ (mm)} }{1000}}}
{\displaystyle F\ \mathrm {(mm/minut)} \ =\ N\ \mathrm {(rpm)} \ \times F\ \mathrm {(mm/revoluci{\acute {o}})} }
{\displaystyle T\ \mathrm {(minuts)} \ =\ {\frac {\mathrm {Longitud\ de\ passada\ (mm)} }{F\ \mathrm {(mm/minut)} }}}
Generalment, la velocitat de tall òptima de cada eina i l'avanç de la mateixa estan indicats en el catàleg del fabricant de l'eina o, si no, en els promptuaris tècnics de mecanització.

## Perfil professional dels programadors de torns CNC
Els torns de Control Numèric CNC, exigeixen en primer lloc d'un tècnic programador que elabori el programa d'execució que ha de realitzar el torn per a la mecanització d'una determinada peça.
En aquest cas ha de tractar-se d'un bon coneixedor dels factors que intervenen en el mecanització en el torn, i que són els següents:
- Prestacions del torn
- Prestacions i disponibilitat d'eines
- Subjecció de les peces
- Tipus de material a mecanitzar i les seves característiques de mecanització
- Ús de refrigerants
- Quantitat de peces a mecanitzar
- Acabat superficial i rugositat
- Tolerància de mecanització admissible.

A més ha de conèixer bé els paràmetres tecnològics del tornejament que són:
- Velocitat de tall òptima a què s'ha de fer el tornejament
- Avanç òptim del mecanització
- Profunditat de passada
- Potència del torn
- Velocitat de gir (RPM) del capçal

A tots aquests requisits han d'unir una correcta interpretació dels plànols de les peces i la tècnica de programació que utilitzi d'acord amb l'equip que tingui el torn.